# Marçais
Marçais és un municipi francès, situat al departament de Cher i a la regió de Centre – Vall del Loira. L'any 2007 tenia 299 habitants.

## Demografia

### Població
El 2007 la població de fet de Marçais era de 299 persones. Hi havia 129 famílies, de les quals 38 eren unipersonals (11 homes vivint sols i 27 dones vivint soles), 46 parelles sense fills, 34 parelles amb fills i 11 famílies monoparentals amb fills.
La població ha evolucionat segons el següent gràfic:
Habitants censats

### Habitatges
El 2007 hi havia 186 habitatges, 134 eren l'habitatge principal de la família, 19 eren segones residències i 33 estaven desocupats. 183 eren cases i 1 era un apartament. Dels 134 habitatges principals, 106 estaven ocupats pels seus propietaris, 24 estaven llogats i ocupats pels llogaters i 4 estaven cedits a títol gratuït; 14 tenien dues cambres, 32 en tenien tres, 38 en tenien quatre i 50 en tenien cinc o més. 79 habitatges disposaven pel capbaix d'una plaça de pàrquing. A 67 habitatges hi havia un automòbil i a 51 n'hi havia dos o més.

### Piràmide de població
La piràmide de població per edats i sexe el 2009 era:
| Homes | Edats   | Dones |
| ----- | ------- | ----- |
| 0     | 95 o +  | 0     |
| 4     | 90 a 94 | 0     |
| 4     | 85 a 89 | 0     |
| 8     | 80 a 84 | 12    |
| 0     | 75 a 79 | 8     |
| 4     | 70 a 74 | 8     |
| 16    | 65 a 69 | 0     |
| 8     | 60 a 64 | 4     |
| 12    | 55 a 59 | 12    |
| 12    | 50 a 54 | 16    |
| 12    | 45 a 49 | 8     |
| 4     | 40 a 44 | 12    |
| 16    | 35 a 39 | 20    |
| 8     | 30 a 34 | 4     |
| 16    | 25 a 29 | 20    |
| 8     | 20 a 24 | 0     |
| 8     | 15 a 19 | 8     |
| 12    | 10 a 14 | 12    |
| 12    | 5 a 9   | 8     |
| 8     | 0 a 4   | 12    |

## Economia
El 2007 la població en edat de treballar era de 206 persones, 148 eren actives i 58 eren inactives. De les 148 persones actives 124 estaven ocupades (65 homes i 59 dones) i 23 estaven aturades (6 homes i 17 dones). De les 58 persones inactives 18 estaven jubilades, 11 estaven estudiant i 29 estaven classificades com a «altres inactius».

### Ingressos
El 2009 a Marçais hi havia 139 unitats fiscals que integraven 325 persones, la mediana anual d'ingressos fiscals per persona era de 14.069 €.

### Activitats econòmiques
Dels 14 establiments que hi havia el 2007, 1 era d'una empresa de fabricació d'altres productes industrials, 2 d'empreses de construcció, 2 d'empreses de comerç i reparació d'automòbils, 5 d'empreses d'hostatgeria i restauració, 2 d'empreses de serveis i 2 d'empreses classificades com a «altres activitats de serveis».
Dels 6 establiments de servei als particulars que hi havia el 2009, 1 era un taller de reparació d'automòbils i de material agrícola, 3 lampisteries i 2 restaurants.
L'únic establiment comercial que hi havia el 2009 era una perfumeria.
L'any 2000 a Marçais hi havia 35 explotacions agrícoles que ocupaven un total de 2.300 hectàrees.

## Equipaments sanitaris i escolars
El 2009 hi havia una escola elemental integrada dins d'un grup escolar amb les comunes properes formant una escola dispersa.

## Poblacions més properes
El següent diagrama mostra les poblacions més properes.